# 6 mai 1896
Le vendredi 6 mai 1896 est le 127e jour de l'année 1896.

## Naissances
- Rolf Sievert (mort le 3 octobre 1966), physicien suédois
- Manuel Giménez Fernández (mort le 27 février 1968), homme politique espagnol
- Einer Ulrich (mort le 28 février 1969), joueur danois de tennis
- Rudolf Bamler (mort le 13 mars 1972), Generalleutnant allemand
- Marion Zinderstein (morte le 14 août 1980), joueuse de tennis américaine
- Robert Millin de Grandmaison (mort le 6 août 1982), homme politique français
- Ri Ki-yong (mort le 9 août 1984), auteur sud coréen
- Sigmund Menkès (mort le 20 août 1986), peintre et sculpteur polonais

## Décès
- Constantin Héger (né le 1er juillet 1809), enseignant belge, professeur puis préfet de l'Athénée royal
- Adolphe Gronfier (né le 9 juillet 1843), commissaire de police à Paris

## Autres événements
- (417) Suevia est découvert par Max Wolf
- Mise en service de l'ancien tramway de Besançon
- Sortie au grand jour de l'affaire Courtois